# 이치노미야성 (도쿠시마현)
이치노미야성(일본어: 一宮城)은 도쿠시마현 도쿠시마시 이치노미야 정에 있었던 산성이다. 성터 일대는 히가시야마케이 현립 자연공원으로 지정되어 있으며, 성터는 도쿠시마현 지정 사적이다.

## 역사
남북조 시대
1338년 아와 국 슈고 오가사와라 나가후사의 아들 오가사와라 나가무네가 축성했고, 그의 자손들은 대대로 이치노미야 씨로 개명해 세를 구축하였다.
센고쿠 시대
이치노미야 가문은 긴키의 대세력을 성장하는 미요시 가문과 혼인관계를 맺어 세를 유지하였다. 하지만, 미요시 나가요시의 동생 미요시 요시카타가 아와 국 슈고 호소카와 모치타카를 살해하고, 모치타카의 아들 호소카와 사네유키를 옹립해 실권을 장악했다. 하지만, 미요시 요시카타는 구메다 전투에서 전사하였고, 아들 미요시 나가하루가 가독을 승계한다.
아즈치모모야마 시대
이에 불만을 품은 호소카와 사네유키가 미요시 나가하루에 대항해 1577년 군사를 일으키자, 이치노미야 성주 이치노미야 시게스케도 조소카베 가문과 결탁해 사네유키측에 가담하였고, 나가하루를 토벌했다. 하지만, 미요시측의 공세도 만만치 않아 성을 버리고, 오구리 산으로 도주하였다. 미요시 가문은 나가하루의 동생 소고 마사야스가 뒤를 이었다.
1579년 이치노미야 성으로 돌아와 세를 정비한 시게스케는 1580년 쇼노 가문과 함께 소고 가문의 쇼즈이 성을 공략해 성을 탈취하지만, 도리어 1581년 역습을 받아 이치노미야 성마저 잃게된다. 이때 소고 가문은 일본 전토로 세를 확장하는 오다 노부나가의 지원을 얻어 전황은 소고 가문에 유리하였다. 하지만, 오다 노부나가가 혼노지의 변에서 죽자, 전세는 역전되었고, 1582년 나카토미 강 전투를 계기로 아와에서 축출되었다. 이치노미야 가문도 이 전투에 선봉에서 활약했지만, 음력 10월 시게스케는 조소카베 가문에 의해 에비스 산성에서 살해되었다. 그 후, 조소카베 가문의 가신 다니 다다즈미가 성을 관리하였지만, 1585년 조소카베 가문은 도요토미 히데요시에게 항복하였고, 이치노미야 성은 하치스카 이에마사에게 돌아갔다. 이에마사는 1년 후, 도쿠시마성을 축성해 거처를 옮기고, 성은 가신 마스다 미야우치에게 주어 관리하였다.
에도 시대 ~ 현재
1615년 공포된 일국일성령에 따라 1638년 폐성되었다. 현재 석벽과 가라보리의 원형이 온전히 남아 있다.

## 같이 보기
- 도쿠시마성